# Équipe de Grande-Bretagne féminine de basket-ball en fauteuil roulant
Maillots
Actualités
L’Équipe de Grande-Bretagne de basket-ball féminin en fauteuil roulant est la sélection féminine qui représente la Grande-Bretagne dans les compétitions majeures de basket-ball en fauteuil roulant. Cette sélection rassemble les meilleures joueuses britanniques sous l’égide de la Great Britain Wheelchair Basketball Association (GBWBA), aussi dénommé la British Wheelchair Basketball.
L'équipe féminine de Grande-Bretagne est qualifiée pour les Championnats mondiaux de basket-ball en fauteuil roulant et pour les jeux paralympiques.
Lors des Jeux paralympiques de Londres de 2012, les basketteuses britanniques concluent le tournoi préliminaire sur une défaite de 50 à 67 devant les canadiennes. Avec une fiche d'une seule victoire et de 3 défaites l'équipe féminin de Grande-Bretagne atteint de justesse les quarts de finale et affronte l'Allemagne le 4 septembre. Dans un match serré, les allemandes réussissent à vaincre 55-44 les britanniques. Deux matches de consolation pour la classification ont lieu les 6 et 7 septembre. Dans le premier match les britanniques perdent 72-55 devant l'équipe féminine de Chine. Au deuxième match, le 7 septembre, c'est la rencontre Grande-Bretagne - Mexique (l'autre équipe perdante au premier match de consolation) et les britanniques gagnent 59-37 pour se classer 7e au tournoi.
C'est la sélection européenne qui compte le plus de médailles de bronze à l'Euro (elle ne dispute sa première finale qu'en 2019).

## Historique

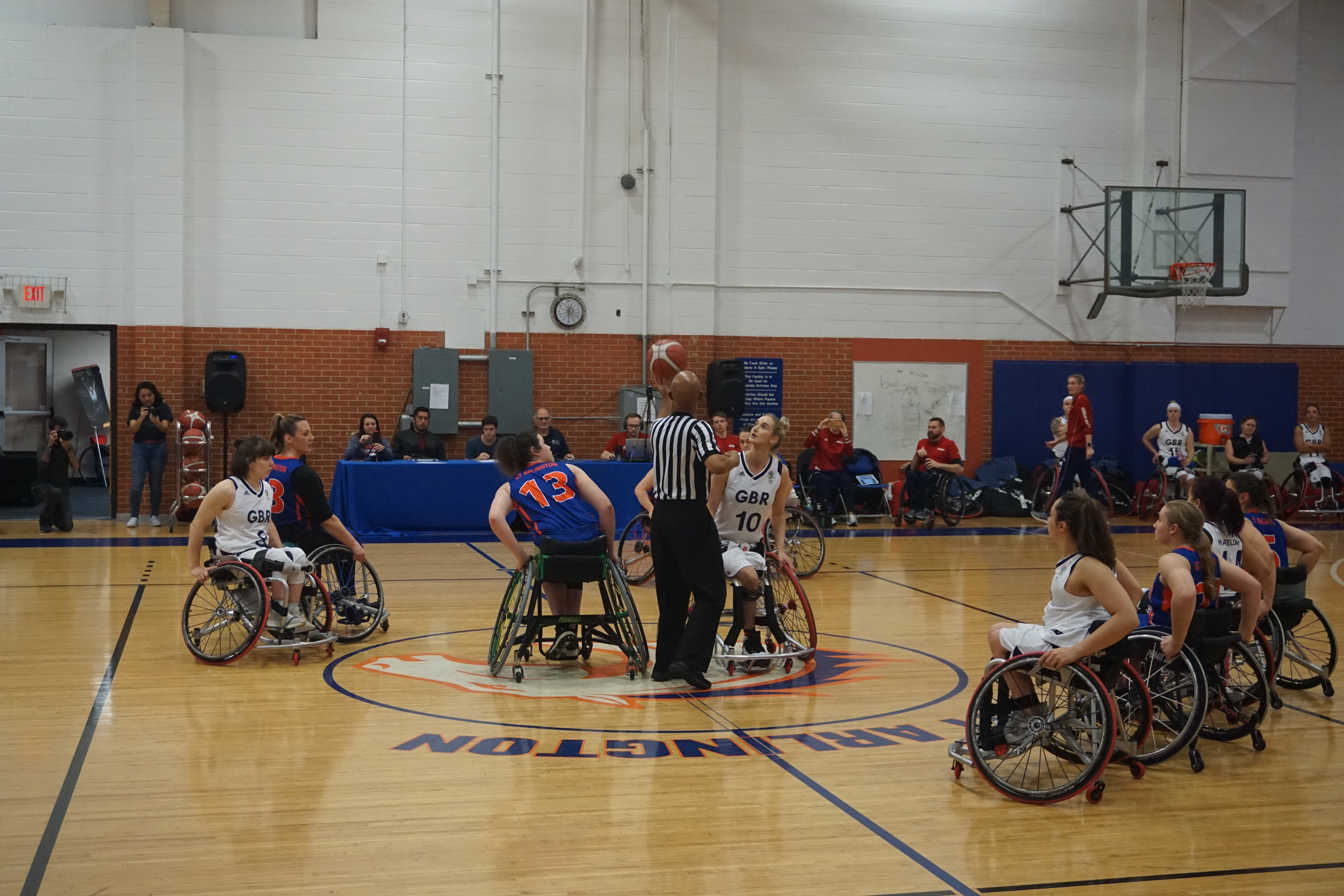
Grande-Bretagne vs. University of Texas at Arlington

## Parcours

### Aux Jeux paralympiques[2]
- 1968 : ?
- 1972 : ?
- 1976 : ?
- 1980 : ?
- 1984 : ?
- 1988 : ?
- 1992 : ?
- 1996 : 6e
- 2000 : 8e
- 2004 : 8e
- 2008 : 8e
- 2012 : 7e
- 2016 : 4e
- 2020 : 7e
- 2024 : 5e place à  Paris

### Aux Championnats du Monde IWBF
Références,
- 1990 : 7e place
- 1994 : 6e place
- 1998 : 7e place
- 2002 : 8e place
- 2006 : non qualifiée
- 2010 : 6e place
- 2014 : 5e place à  Incheon
- 2018 :  Vice-championne du monde à  Hambourg
- 2022 : 9e place à  Dubaï

### Au championnat d'Europe
- 1995 :  Médaillée de bronze aux Championnats d'Europe à  Delden
- 1997 :  Médaillée de bronze aux Championnats d'Europe à  Madrid
- 1999 :  Médaillée de bronze aux Championnats d'Europe à  Roermond
- 2003 :  Médaillée de bronze aux Championnats d'Europe à  Hambourg
- 2005 : 4e place aux Championnats d'Europe à  Villeneuve-d'Ascq
- 2007 :  Médaillée de bronze aux Championnats d'Europe à  Wetzlar
- 2009 :  Médaillée de bronze aux Championnats d'Europe à  Stoke Mandeville
- 2011 :  Médaillée de bronze aux Championnats d'Europe à  Nazareth
- 2013 :  Médaillée de bronze aux Championnats d'Europe à  Francfort-sur-le-Main
- 2015 :  Médaillée de bronze aux Championnats d'Europe à  Worcester
- 2017 :  Médaillée de bronze aux Championnats d'Europe à  Adeje
- 2019 :  Médaillée d'argent aux Championnats d'Europe à  Rotterdam
- 2021 :  Médaillée d'argent aux Championnats d'Europe à  Madrid
- 2023 :  Médaillée d'argent aux Championnats d'Europe à  Rotterdam

## Effectifs

### Effectif des Jeux paralympiques 2012
Effectif lors des Jeux paralympiques d'été de 2012 :
| Numéro | Nom                | Date de Naissance | Handicap | Club                                    |
| ------ | ------------------ | ----------------- | -------- | --------------------------------------- |
| 4      | Caroline Maclean   | 19 avril 1975     | 2.0      | Nottingham Coyotes                      |
| 5      | Sarah Grady        | 25 avril 1984     | 2.5      | Capital City                            |
| 6      | Clare Strange      | 18 septembre 1979 | 1.5      | Milton Keynes Aces                      |
| 7      | Helen Freeman      | 23 novembre 1989  | 4.0      | University of Illinois                  |
| 8      | Laurie Williams    | 4 février 1992    | 2.5      | Nottingham Coyotes                      |
| 9      | Judith Hamer       | 3 décembre 1990   | 4.0      | Nottingham Coyotes                      |
| 10     | Amy Conroy         | 22 octobre 1992   | 4.0      | Aylesbury                               |
| 11     | Madeleine Thompson | 29 mars 1995      | 4.5      | Nottingham Coyotes                      |
| 12     | Helen Turner       | 15 novembre 1977  | 3,5      | Aspire Force Wheelchair Basketball Club |
| 13     | Louise Sugden      | 20 juillet 1984   | 2.5      | Aylesbury Aces                          |
| 14     | Natasha Davies     | 6 décembre 1990   | 1.0      | Leicester Cobras                        |
| 15     | Sarah Mcphee       | 13 février 1980   | 4.5      | Tameside Owls                           |

- Entraîneur :  Garry Peel
- Assistants : Jen Browning et James Fisher
- Team Manager : Justin Edison
- Physiothérapeute : Amy Ford

### Effectif au Championnat du monde 2014
Effectif lors du championnat du monde 2014, :
| Numéro | Nom                     | Date de Naissance | Handicap | Club                             |
| ------ | ----------------------- | ----------------- | -------- | -------------------------------- |
| 4      | Charlotte Moore         | 13 septembre 1998 | 1.0      | Coyotes WBC                      |
| 5      | Sophie Carrigill        | 14 janvier 1994   | 1.0      | Coyotes WBC                      |
| 6      | Clare Strange-Griffiths | 18 septembre 1979 | 1.5      | Capital Aces WBC / Coyotes WBC   |
| 7      | Helen Freeman           | 23 novembre 1989  | 4.0      | University of Illinois           |
| 8      | Laurie Williams         | 4 février 1992    | 2.5      | Coyotes WBC                      |
| 9      | Judith Hamer            | 3 décembre 1990   | 4.0      | Coyotes WBC                      |
| 10     | Amy Conroy              | 22 octobre 1992   | 4.0      | Coyotes WBC                      |
| 11     | Madeleine Thompson      | 29 mars 1995      | 4.5      | Coyotes WBC / Sheffield Steelers |
| 12     | Helen Turner            | 15 novembre 1977  | 3,5      | Coyotes WBC                      |
| 13     | Louise Sugden           | 20 juillet 1984   | 2.5      | Coyotes WBC / Capital Aces WBC   |
| 14     | Joy Haizelden           |                   | 2.5      |                                  |
| 15     | Fi Tillman              |                   | 1.5      |                                  |

- Entraîneur :  Miles Thompson
- Assistant : Mathew Foden